# میوز (گروه موسیقی)
میوز (به انگلیسی: Muse) ‏ گروه راک انگلستانی است که در ۱۹۹۴ در شهر تینموث، دوون تشکیل شد.
اعضای آن متیو بلامی (به انگلیسی: Matthew Bellamy) ‏(خواننده - گیتار - کیبورد)، کریستوفر ولستنهلم (به انگلیسی: Christopher Wolstenholme) ‏(گیتار بیس - همخوان) و دومینیک هاوارد (به انگلیسی: Dominic Howard) ‏(درام - پرکاشن) هستند.
میوز گونه‌های بسیار مختلفی از راک و کلاسیک را با آواهای الکترونیک تلفیق می‌کند و شهرت بسیار زیادی هم برای اجراهای زنده‌اش دارد و در اکثر فستیوال‌های راک هدلاینر استیج‌های اصلی است.
میوز تا کنون جوایز متعددی از جمله دو جایزه گرمی، دو جایزه بریت، پنج جایزه ام‌تی‌وی اروپا و هشت جایزه ان‌ام‌ای بدست آورده‌است.

## تاریخچه

### تشکیل گروه و سالهای ابتدایی (۱۹۹۲–۱۹۹۷)
اوائل دههٔ ۹۰، اعضای میوز هرکدام به‌طور جداگانه در گروه‌هایی فعالیت می‌کردند. گروه زمانی تشکیل شد که متیو بلامی در ۱۴ سالگی برای عضویت در گروهی که دومینیک هاوارد در آن گیتاریست بود، امتحان صدا داد و قبول شد. در همان زمان آن‌ها از کریس ولستنهلم که در آن زمان درامر بود، خواستند که به گروهشان بپیوندد و نواختن گیتار بیس را یاد بگیرد.
در ۱۹۹۴، با گروهشان در مسابقه‌ای که بین گروه‌های راک برگزار می‌شد، شرکت کردند و برندهٔ فستیوال شدند. نام گروه در آن زمان راکت بیبی دالز (به انگلیسی: Rocket Baby Dolls) ‏ بود. متیو بعداً در این مورد گفت که «هدف ما صرفاً اعتراض کردن و حرف زدن بود، به همین خاطر وقتی که برنده شدیم، همه‌مان تعجب کردیم و هول شدیم و بعد از آن بود که گروه را جدی گرفتیم.» آن‌ها بعد از مسابقه، دانشگاه را رها کردند، از شغل‌هایشان استعفا دادند و نام گروه را به میوز تغییر دادند.

لوگوی میوز

### اولینای پیو آلبوم شوبیز (۱۹۹۸–۲۰۰۰)
بعد از چند سال فعالیت محدود، اولین اجراهای مهم میوز در لندن و منچستر شروع شد. گروه در آن زمان با دنیس اسمیت –صاحب استودیوی ساومیل- ملاقات کرد و نتیجهٔ آن، بیرون آمدن اولین ای پی آن‌ها به نام میوز بود. طرح جلد این آلبوم را در آن زمان دومینیک طراحی کرد.
ای پی گروه، با نام موزهٔ ماهیچه، توجه منتقد منتفذ انگلیسی، استیو لاماک و در نتیجهٔ آن هفته‌نامهٔ ان‌ام‌ای را جلب کرد. دنیس اسمیت بلافاصله بعد از آن، شرکت تولید موسیقی تِیست میدیا را با همراهی سفتا جفری، فقط برای تولید آلبوم‌های میوز تشکیل داد و ۳ آلبوم میوز را تهیه کرد.
جان لکی که آلبوم خمیدگی‌های ردیوهد را تولید کرده بود، برای تهیهٔ آلبوم اول میوز به آن‌ها پیوست. آلبوم اول، سبک ملایم گروه را نشان داد و اشعارشان در این آلبوم به سختی‌های کارشان در تینمَوت اشاره داشت.
بیرون آمدن آلبوم اول باعث شد که در ۱۹۹۹ و ۲۰۰۰، میوز برای فستیوال‌ها و اجراهای متعددی در اروپا دعوت شود.

### آلبوم دوم: منشأ تقارن (۲۰۰۱–۲۰۰۲)
تولید آلبوم منشأ تقارن، گروه از سازهای غیرمتعارفی مثل ارگ کلیسا استفاده کرد و صدای متیو بلامی، گیتار و پیانو برجسته‌تر شدند. همچنین آن‌ها در این آلبوم، آهنگ «احساس خوب» انتونی نیولی و لزلی بریکوسی را دوباره اجرا کردند. گروه در سال ۲۰۰۳، از شرکت نستله به علت استفادهٔ بدون اجازه از این آهنگ در یک آگهی بازرگانی برای نسکافه شکایت کرد و ۵۰۰۰۰۰ پوند غرامت گرفت که آن را به مؤسسهٔ خیریهٔ آکسفام هدیه کرد.
در ۲۰۰۲، سلین دیون تصمیم داشت که یکی از اجراهایش در لاس وگاس را میوز بنامد. از آن‌جایی که حق استفاده از این نام در انحصار گروه‌است، دیون پیشنهاد کرد ۵۰٬۰۰۰ دلار به گروه بپردازد تا بتواند این اسم را برای کنسرتش استفاده کند، که با مخالفت گروه مواجه شد. متیو بلامی در این مورد گفته بود که «ما نمی‌خواهیم مردم فکر کنند ما گروه همراه سلین دیون هستیم.»
میوز را با گروه کویین مقایسه می‌کنند، که قسمتی از آن به دلیل شیوهٔ اجرای متیو بر روی صحنه‌است که یادآور برایان می در کویین است.
آلبوم دوم در آمریکا سر و صدا کرد، ولی شرکت تهیه‌کنندهٔ آلبوم، قبل از پخش آن به صورت رسمی در آمریکا، از گروه خواست که متیو طرز خواندنش را عوض کند و بعضی از آهنگ‌ها را نیز تغییر دهد. گروه این کار را نکرد و در عوض قراردادش را با آن‌ها فسخ کرد. به همین علت آلبوم تا سال ۲۰۰۵ که گروه با شرکت برادران وارنر قرارداد بست، در آمریکا پخش نشد.
در نتیجهٔ شهرتی که به واسطهٔ کنسرت‌ها و برای اجراهای زنده‌شان کسب کرده بودند، تصمیم گرفتند که آلبومی با تعدادی از اجراهای زنده‌شان پخش کنند. این آلبوم به همراه یک دی وی دی از فیلم کنسرت‌ها و همچنین فیلم مستندی دربارهٔ گروه پخش شد.
در ۲۰۰۶، مجلهٔ کیو، آلبوم دوم گروه را در لیست ۱۰۰ آلبوم برتر تاریخ، در رتبهٔ ۷۴ قرار داد.

### آمرزش و تور (۲۰۰۵–۲۰۰۳)

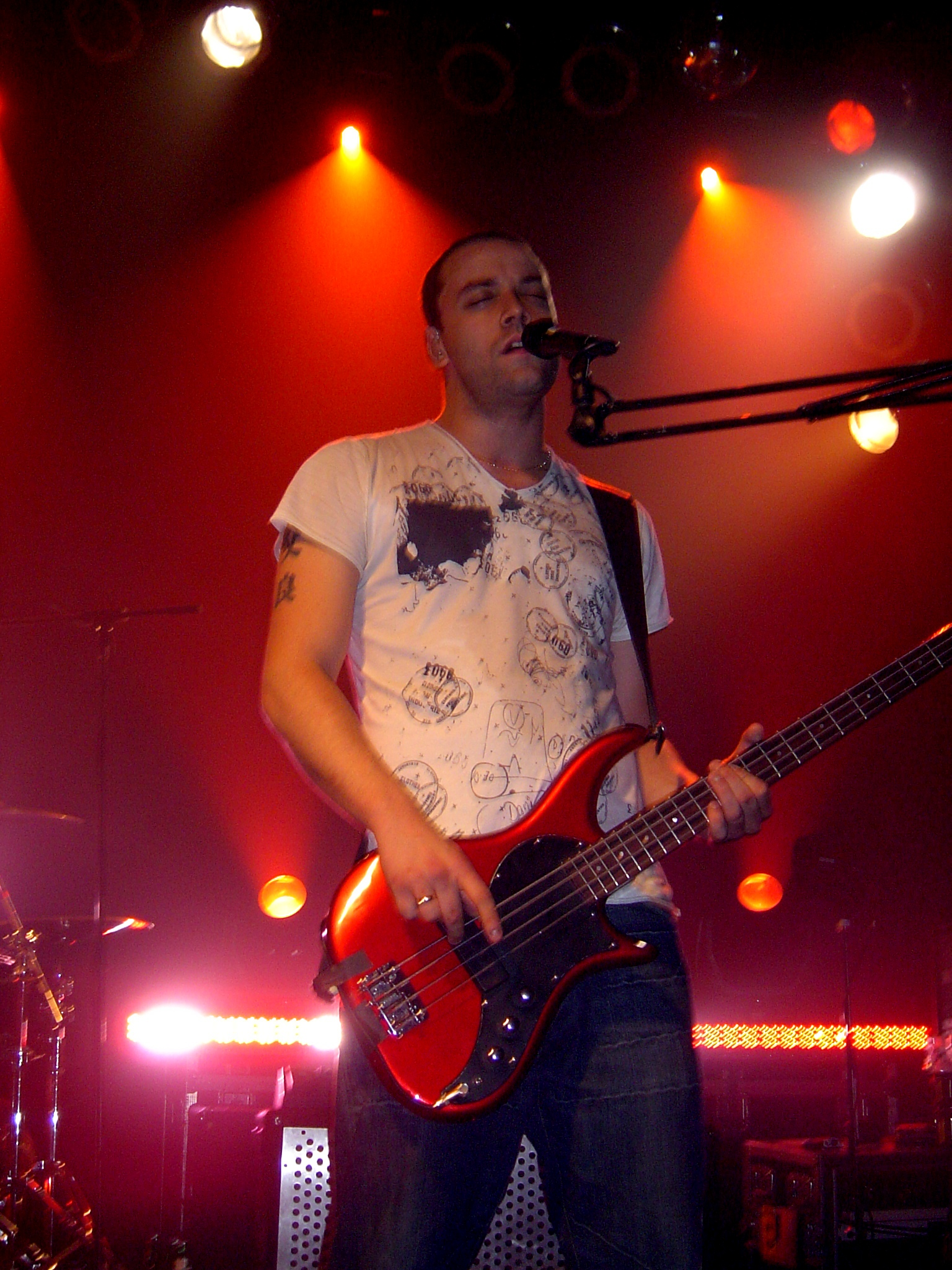
کریستوفر ولستنهلم در حال نواختن بیس، تورنتو ۲۰۰۴

در ۲۰۰۳، آلبوم سوم گروه بیرون آمد. آمرزش ادامهٔ تجربه‌های گروه در آلبوم قبلی بود، و هویت گروه را به شکل گروهی سه‌نفری تثبیت کرد.
موضوعات مطرح‌شده در آلبوم، حول موضوع پایان دنیا می‌گردند و بسیاری از اشعار آلبوم به مسائل سیاسی اشاره دارند. گروه توانست با این آلبوم، نظر موافق عموم منتقدها را در بریتانیا جلب کند.
بعد از این موفقیت، گروه اولین تور کنسرت‌های دور دنیایش را شروع کرد. میوز در این تور به استرالیا و نیوزیلند و کانادا و فرانسه رفت. کنسرت گروه در لندن به دلیل استقبال شدید مردم، یک شب اضافه‌تر تمدید شد و اولین کنسرت این تور در آمریکا در آتلانتا با مجروح شدن متیو شروع شد که بعد از چند بخیه دوباره ادامه پیدا کرد.
در ژوئن ۲۰۰۴، گروه برای اولین بار هدلاینر فستیوال گلاستونبری بودند و بعداً آن را بهترین اجرای زندگیشان نامیدند، ولی بعد از کنسرت، پدر دومینیک که در کنسرت حاضر بود، بر اثر حملهٔ قلبی درگذشت. متیو در این‌باره گفت «ما بعد از پایین آمدن از صحنه، احساس موفقیت شدیدی می‌کردیم و باورنکردنی بود که یک ساعت بعد پدر دومینیک درگذشت. یک هفتهٔ بعد را با دومینیک گذراندیم. فکر می‌کنم دومینیک خوشحال بود که حداقل پدرش او را در بهترین لحظهٔ زندگی گروه دیده.»
تور گروه در پاریس و در کنسرت زنده۸ با اجرای ۴ آهنگ پایان یافت و بعد از آن، گروه برنده و نامزد بسیاری از جوایز برای اجرای زنده‌شان شدند.

### سیاه چاله‌ها و افشاگری‌ها(۲۰۰۸–۲۰۰۶)

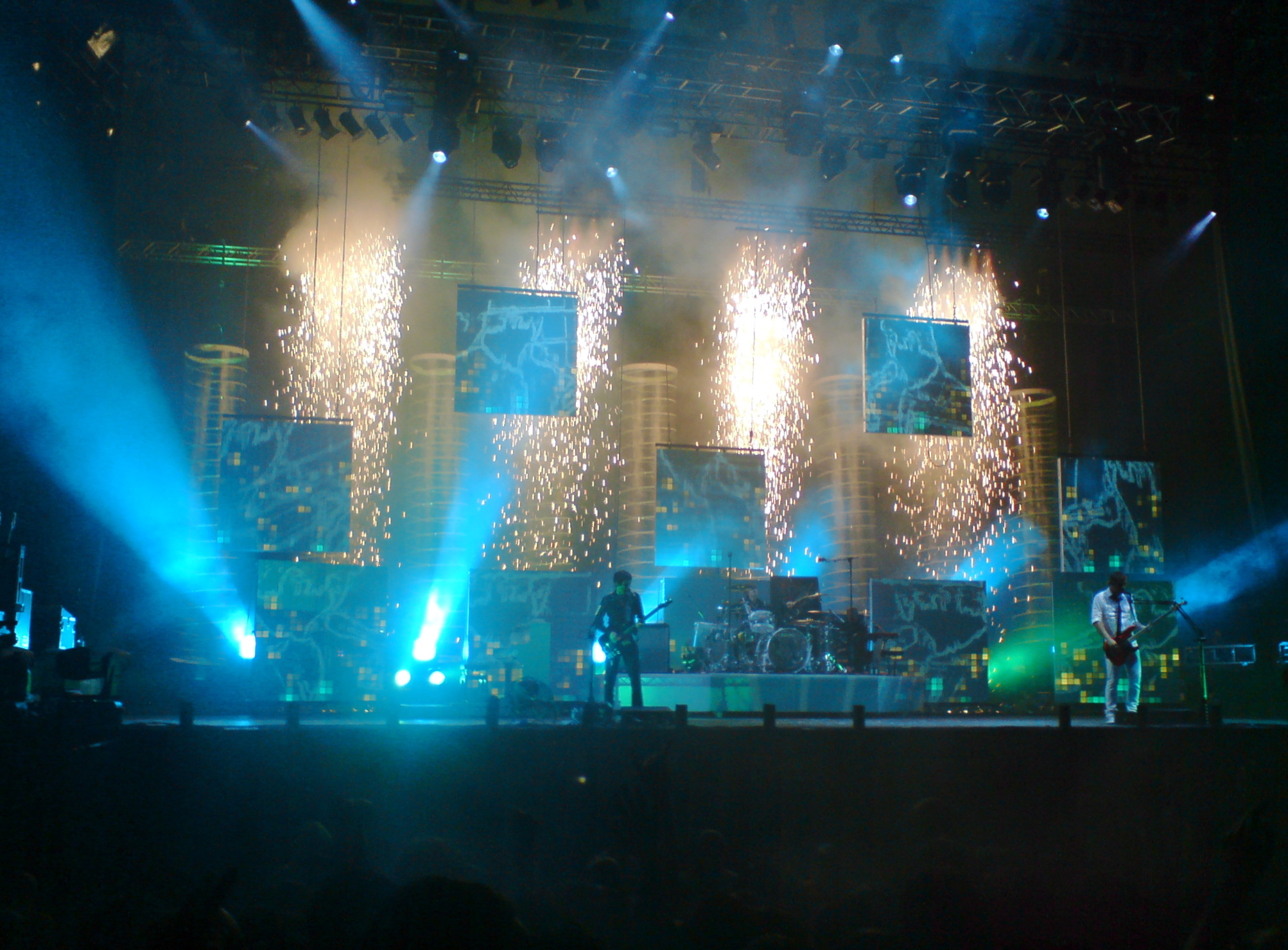
میوز در حال اجرای ترانه استارلایت در فستیوال ریدینگ ۲۰۰۶

در ژوئیهٔ ۲۰۰۶، میوز آلبوم چهارمش را بیرون داد. نام و موضوعات مطرح‌شده در آلبوم، نتیجهٔ علاقهٔ گروه به کتاب‌های تخیلی و همچنین مسائل سیاسی است.
آلبوم در بریتانیا، استرالیا و بسیاری از کشورهای اروپایی به رتبهٔ اول جدول فروش رسید و در آمریکا تا رتبهٔ ۹ جدول فروش آلبوم‌ها بالا آمد.
آن‌ها در ۲۰۰۶ کاندید جایزهٔ جایزه مرکوری شدند و آلبوم مجموعاً در اروپا یک میلیون نسخه فروخت. در اوت ۲۰۰۶ هم آلبوم زنده‌ای در استودیوی ابی رود لندن ضبط کردند.
گروه تا آخر سال ۲۰۰۷ به کنسرت و تور دور دنیا پرداخت.

### مقاومت (۲۰۰۹–۲۰۱۱)

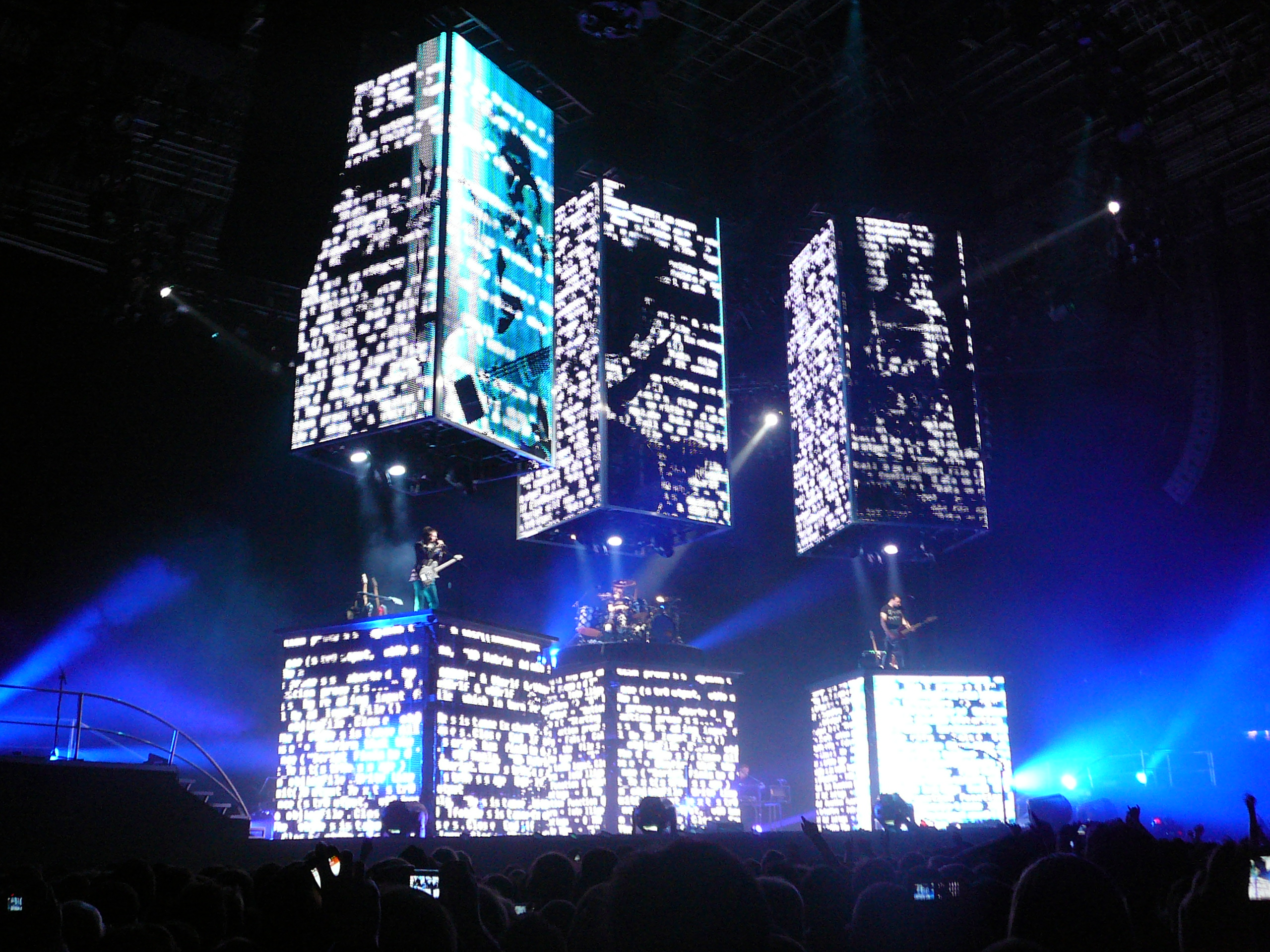
میوز در حال اجرای ترانه «مقاومت» در شهر بیرمنگام، ۲۰۰۹

میوز در ۱۴ سپتامبر ۲۰۰۹ پنجمین آلبوم خود را با نام مقاومت منتشر کرد. مقاومت اولین آلبومی است که گروه خودش تهیه‌کنندگی آن را بر عهده داشت.

منتقدین اکثرشان نسبت به آلبوم کاملاً مثبت بوده‌اند و آلبوم با تمجید فراوان از بلندهمّتی گروه، تأثیرات موسیقی کلاسیک در آلبوم و سمفونی بسیار قوی و سیزده دقیقه‌ای داخل آن همراه شد

آنها تور «جهانی مقاومت» را با اجرا در شهری که در آن گروه شکل گرفت یعنی تینموث و در سال ۲۰۰۹ آغاز کردند.
سال ۲۰۱۰ اما برای گروه سال بسیار پربار و پر مشغله‌ای بود .

آنها در «تور جهانی مقاومت» و با همراهی در بزرگترین فستیوال‌های موسیقی، یکی پس از دیگری هدلاینر استیج‌های اصلی فستیوال‌ها شدند .

از جمله در تمامی استیج‌های فستیوال Big Day Out معروف، هم در استرالیا و هم در زلاند نو، پس از آن در Coachela، همچنین هدلاینر استیج‌های راک در Glastonbury و همچنین Oxegen و پس از آن در Hove وT in the Park و همچنین بسیاری فستیوال‌های دیگر که شامل Austin City Limits Music Festival هم بود.
آوازه اجراهای زنده مهیب و بسیار مهیج گروه باعث شد که در سال ۲۰۱۰ جایزه بزرگ Silver Clef Award را از دست برایان می و راجر تیلور، گیتاریست و درامر گروه پرآوازه کویین دریافت نمایند. تیلور این گروه سه نفره را به "شاید که عظیم‌ترین اجرای زنده در جهان امروز" تعبیر کرد و برایان می هم در معرفی آن‌ها اشاره داشت: "این گروه باشکوه و باور نکردنی است "
در فوریه ۲۰۱۱ و در روزی که با نمایش دیدنی «قیام» از گروه، در میان تماشای همگان و بردن جایزه بهترین اجرا در مراسم همراه شد، آلبوم مقاومت هم برنده جایزه بهترین آلبوم راک در پنجاه و سومین جشنواره اسکار موسیقی یعنی Grammy Awards شد.
آنها اجراهای تور جهانی را در سال ۲۰۱۱ و با هدلاین کردن فستیوال ریدینگ و لیدز انگلستان، در سالگرد دهمین سال انتشار آلبوم «منشأ تقارن» و با اجرای کامل آن آلبوم به پایان رساندند.

### قانون دوم (۲۰۱۳–۲۰۱۲)

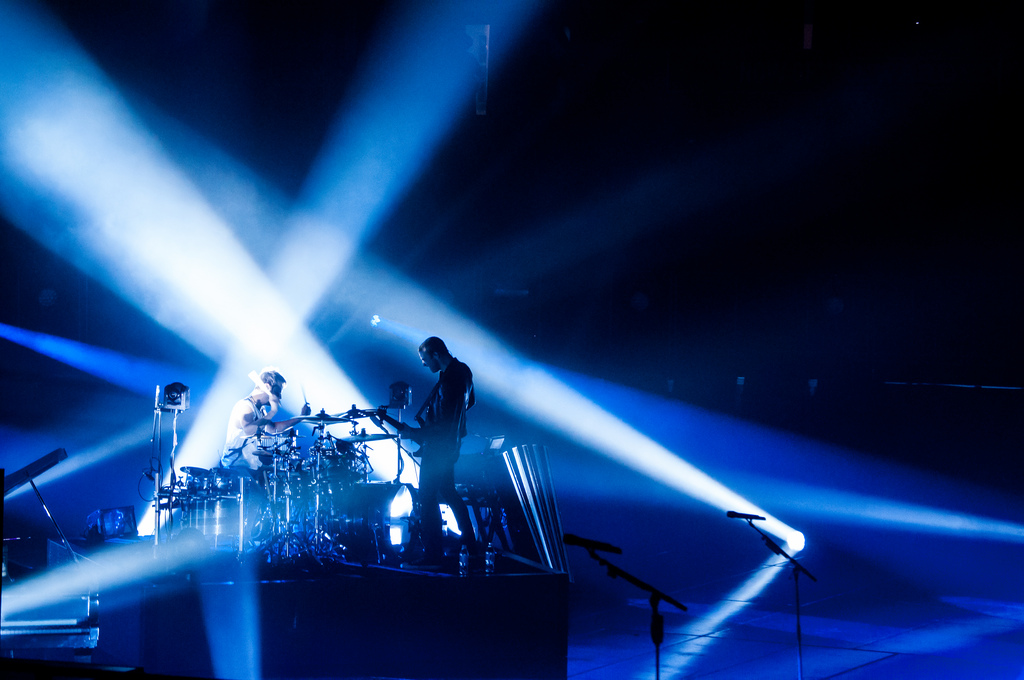
میوز در ایر کانادا سنتر، تور جهانی قانون دوم، ۲۰۱۳

در اکتبر ۲۰۱۱ میوز دوباره به استودیو بازگشت تا به ضبط آلبوم جدیدش بپردازد و این ویدئو در یوتیوباولین ویدئو کار روی آلبوم جدید بود.
کریستفر ولستنهلم در دسامبر ۲۰۱۱ در اولین مصاحبه با مجله کرنگ! گفت: «این آلبوم یه کار کاملاً متفاوت هست».
اینبار هم مثل آلبوم قبل خود میوز بود که تهیه‌کننده آلبوم بود.
میوز به عواملی چون آخر و زمان و انرژی می‌پردازد و اینبار مت بلامی مبحثی از فیزیک را به عنوان نام آلبوم انتخاب کرد. «قانون دوم» اشاره به قانون قانون دوم ترمودینامیک دارد و همان‌طور که در ویدئو در یوتیوبپیش نمایش آلبوم دیده می‌شود مضمون آلبوم پیرامون انرژی است.
آلبوم در استودیو عظیمی به نام AIR در لندن ضبط شد که در سال ۱۹۶۵ توسط بیتل‌ها تأسیس شده بود و بخشی از آن هم در استودیو Shangri La واقع در مالیبو در کالیفرنیای ایالات متحده آمریکا که زمانی متعلق به باب دیلن و اریک کلپتون بود صورت گرفت.
اولین قطعه منتشر شده از آلبوم بقا نام داشت و برای اولین بار از رادیو بی‌بی‌سی ۱ پخش شد. این قطعه از طرف کمیته بین‌المللی المپیک به عنوان آهنگ اصلی المپیک ۲۰۱۲ لندن انتخاب شد و قرار شد هنگام ورود ورزشکاران به استادیوم و اهدای مدال قطعه پخش شود.
تنها قطعه آلبوم که سبک داب استپ دارد Unsustainable است که میوز با الهام از اجرای زنده اسکریلکس آن را ساخته با این تفاوت که از آلات موسیقی واقعی قطعه ساخته شده نه لپ‌تاپ!
آلبوم قرار بود ۲۷ شهریور ماه منتشر شود اما بخاطر منافع وارنر براز (کمپانی منتشر کننده) که باعث می‌شد فروش آلبوم‌هایی که همزمان در سپتامبر از د کیلرز، مامفرد اند سانز، د اکس‌اکس و ویل.آی.ام بفروش خواهند رسید کم بشود، تاریخ عرضه آلبوم به دوشنبه ۱۰ مهر موکول شد.
تک آهنگ بعدی قانون دوم "Unsustainable" در روز ۲۰ مرداد برای کسانی که نسخه ویژه آلبوم رو پیش خرید کردند ارسال شد و سریعاً در وبسایت‌های بزرگ ویدئو و خبرش پخش شد.
تک آهنگ بعدی میوز دیوانگی نام دارد که طبق گفته سایت رسمی میوز دوشنبه ۳۰ مرداد ۱۳۹۱ منتشر خواهد شد.
میوز در مراسم اختتامیه المپیک لندن شرکت داشت و برای اولین بار «بقا» را زنده اجرا کرد.
میوز در آخرین لحظات به لیست شرکت کنندگان جشنواره موسیقی iTunes 2012 پیوست تا در ۳۰ سپتامبر اولین اجرای رسمی خود را داشته باشد
دیوانگی پس از پخش از رادیو به مدت ۱۹هفته پیاپی در صدر چارت آلترناتیو آمریکا قرار گرفت و رکورد زد.
ترانه دیوانگی نامزد بهترین آهنگ راک ۵۵ـمین سالانه مراسم گرمی شد و خود آلبوم نیز در دسته بهترین آلبوم راک نامزد دریافت جایزه شد.
از نسخه‌های بی کلام "The 2nd Law: Isolated System" و "Follow Me" در فیلم World War Z به بازیگری و تهیه‌کنندگی برد پیت استفاده شد. برد پیت در مصاحبه‌ای اعلام کرد که به دنبال ترانه‌ای مثل "زنگ‌های لوله‌ای" بوده که در انتهای فیلم "جن گیر" استفاده شده. پیت گمان کرد که ترانه‌ها دقیقاً همان چیزی هستند که مناسب فیلم هستند.
گروه سومین آلبوم لایو (زنده) خود را در ۲۹ نوامبر ۲۰۱۳ بر روی CD/DVD و CD/Blu-ray را با نام " اجرای زنده در ورزشگاه المپیک رم " منتشر کرد. همچنین این فیلم در ۲۰ شهر بروی پرده سینما رفت، ۶ نوامبر ۲۰۱۳ در ایالات متحده آمریکا، ۷ نوامبر در انگلستان و استرالیا و ژاپن، ۱۲ نوامبر در اتریش، آلمان، ایتالیا و اسپانیا، ۱۹ نوامبر در لهستان و ۲۲ تا ۲۴ نوامبر نیز در اندونزی. این اولین کنسرتی بود که با فرمت 4K فیلمبرداری شد. این آلبوم حاوی اجرای زنده گروه در ورزشگاه المپیک رم در ژوئیه ۲۰۱۳ جلوی بالغ بر ۶۰ هزار نفر طرفدار میوز می‌باشد. این کنسرت بخشی از تور ناپایدار بود که به نماد تور تابستان ۲۰۱۳ اروپایی گروه تبدیل شد.

### پهپادها (۲۰۱۴-۲۰۱۶)
در آوریل ۲۰۱۴ دومینیک هاوارد خبر از ضبط آلبوم هفتم گروه داد. در سپتامبر همین ماه بلامی به سوالات هوادارن دربارهٔ آلبوم جدید در توییتر جواب داد، او گفت مضمون این آلبوم «بوم‌شناسیِ عمیق، شکاف همدلی و جنگ جهانیِ سوم» است. همچنین گفت برای آهنگ Citizen Erased دنباله‌ای نوشته که احتمالاً در این آلبوم قرار خواهد گرفت. در ۳ اکتبر خبر رسید که گروه ضبط آلبوم را شروع کرده و اکانت اینستاگرم میوز هم عکسی از گروه در حال ضبط آهنگ در استودیو را گذاشت. در ۲۳ اکتبر، گروه تأیید کرد که رابرت مات لنگ تهیه‌کنندگی آلبوم را به عهده خواهد داشت. مات لنگ سابقهٔ تهیه‌کنندگی آلبوم‌هایی از AC/DC, Def Leppard, Maroon 5 و Nickelback را نیز دارد.
در ۴ فوریه ۲۰۱۵، صفحه اینستاگرم میوز دو عکس با هشتگ “MuseDrones#” منتشر کرد. با وجود اینکه خودِ گروه هیچ خبری را به صورت مستقیم تأیید نمی‌کرد ولی این عکس‌ها باعث شد خیلی از هوادران فکر کنند که اسم آلبوم جدید Drones خواهد بود. دو روز بعد هنرمند آمریکایی، مت ماهورین، تأیید کرد که جلد آلبوم جدید میوز که Drones نام دارد را طراحی خواهد کرد.
در ۱۱ مارس ۲۰۱۵، میوز خبر داد که آلبوم Drones در ۸ ژوئن همین سال منتشر خواهد شد. با انتشار اسم آهنگ‌های آلبوم، مشخص شد که ترانه Dead Inside قرار است اولین سینگل (تک آهنگ) رسمیِ این آلبوم باشد و تاریخ انتشار آن هم ۲۳ مارس خواهد بود. ساعاتی قبل از این خبر، گروه از کاورِ آلبوم جدید خود در اینستاگرم رونمایی کرده بود. میوز در ۱۲ مارس، موزیک ویدئوی آهنگ Psycho را در یوتیوب منتشر کرد و همزمان با انتشار این آهنگ، امکان پیش خرید آلبوم را نیز مهیا کرد. گروه همچنین خبر داد قرار است یک سری اجرا از ۱۵ تا ۲۴ مارس به اسم «تور بریتانیای سایکو» برگزار کند که شامل ۶ اجرا در نقاط مختلف بریتانیا می‌شود.

### نظریه شبیه سازی (۲۰۱۷-۲۰۲۰)
۱۷ ماه مه، گروه اولین تک‌آهنگ هشتمین آلبوم خود را با نام "Dig Down" منتشر کرد. "Thought Contagion" دومین تک‌آهنگ در ۱۵ فوریه ۲۰۱۸ منتشر شد. ۱۹ ژوئیه هم سومین آن ها با نام "Something Human" انتشار یافت. پس از آن در ۳۰ اوت میوز اعلام کرد هشتمین آلبوم استودیویی آن ها در ۹ نوامبر ۲۰۱۸ به اسم «نظریه‌ی شبیه‌سازی» منتشر خواهد شد هم‌چنین هم‌زمان با این اعلام، تک‌آهنگ دیگری با نام "The Dark Side" نیز منتشر شد. 
پنجمین تک‌آهنگ از آلبوم «نظریه‌ی شبیه‌سازی» در ۲۷ سپتامبر ۲۰۱۸ با نام "Pressure" منتشر شد. 
تور جهانی «نظریه‌ی شبیه‌سازی» در ۳ فوریه ۲۰۱۸ در هیوستون آغاز و در ۱۳ اکتبر ۲۰۱۹ در سانتیاگو پایان می‌یابد.

### فیلم نظریه شبیه سازی (۲۰۲۰ - تاکنون)
در ۱۷ آگوست ۲۰۲۰ فیلمی از کنسرت تور نظریه شبیه سازی که در سالن O2 شهر لندن در سال ۲۰۱۹ برگزار شده بود، در سالن های سینمای IMAX به نمایش درآمد. این فیلم در ۲۱ ام ماه آگوست دز اینترنت منتشر شد.

## آلبوم‌ها
| نام آلبوم               | نام انگلیسی آلبوم           | تاریخ پخش       |
| ۱. شوبیز                | Showbiz                     | ۳ اکتبر ۱۹۹۹    |
| ۲. منشأ تقارن           | Origin of Symmetry          | ۱۸ ژوئن ۲۰۰۱    |
| ۳. آمرزش                | Absolution                  | ۲۱ سپتامبر ۲۰۰۳ |
| ۴. سیاهچاله‌ها و مکاشفات | Black Holes and Revelations | ۳ ژوئیه ۲۰۰۶    |
| ۵. مقاومت               | The Resistance              | ۱۴ سپتامبر ۲۰۰۹ |
| ۶. قانون دوم            | The 2nd Law                 | ۱ اکتبر ۲۰۱۲    |
| ۷. پهپادها              | Drones                      | ۸ ژوئن ۲۰۱۵     |
| ۸. نظریه‌ی شبیه‌سازی      | Simulation Theory           | ۹ نوامبر ۲۰۱۸   |